# Marie Naehring
Marie Naehring (* 26. September 2003) ist eine deutsche Nordische Kombiniererin.

## Werdegang
Jugend
Naehring, die für den SK Winterberg startet, gab am 29. Juli 2017 beim Europa-Park FIS Youth Cup in Hinterzarten ihr internationales Debüt im Skispringen und belegte dabei den 14. Platz. Eine Woche später ging sie beim Alpencup-Wettbewerb in Klingenthal erstmals in der Nordischen Kombination an den Start und kam dabei als Fünfte ins Ziel. In den folgenden Jahren nahm Naehring regelmäßig an Wettbewerben des Youth Cups und Alpencups teil, zwei Junioren-Wettkampfserien der FIS beziehungsweise der OPA. Naehring war in diesen Jahren überaus erfolgreich und konnte in beiden Wettkampfserien mehrere Podestplatzierungen erzielen. Bei den Nordischen Skispielen der OPA 2018 in Planica gewann sie sowohl den Schülerinnen-Wettkampf im Skispringen als auch in der Nordischen Kombination und holte zudem mit dem Team in der Kombination eine dritte Goldmedaille. Darüber hinaus wurde sie im Frühjahr 2018 in Garmisch-Partenkirchen deutsche Vize-Jugendmeisterin. Auch bei den Nordischen Skispielen der OPA 2020 in Villach war Naehring mit einer Bronzemedaille im Einzel sowie einem weiteren OPA-Titel im Team erfolgreich.
In der Saison 2020/21 gewann sie die aufgrund der COVID-19-Pandemie auf zwei Wettkämpfe in Harrachov beschränkte Youth-Cup-Gesamtwertung. Zudem wurde sie erneut deutsche Vize-Jugendmeisterin. Beim Europäischen Olympischen Jugendfestival Ende März 2022 in Vuokatti belegte sie nach der besten Laufzeit aller Teilnehmerinnen den siebten Rang.
Frauen

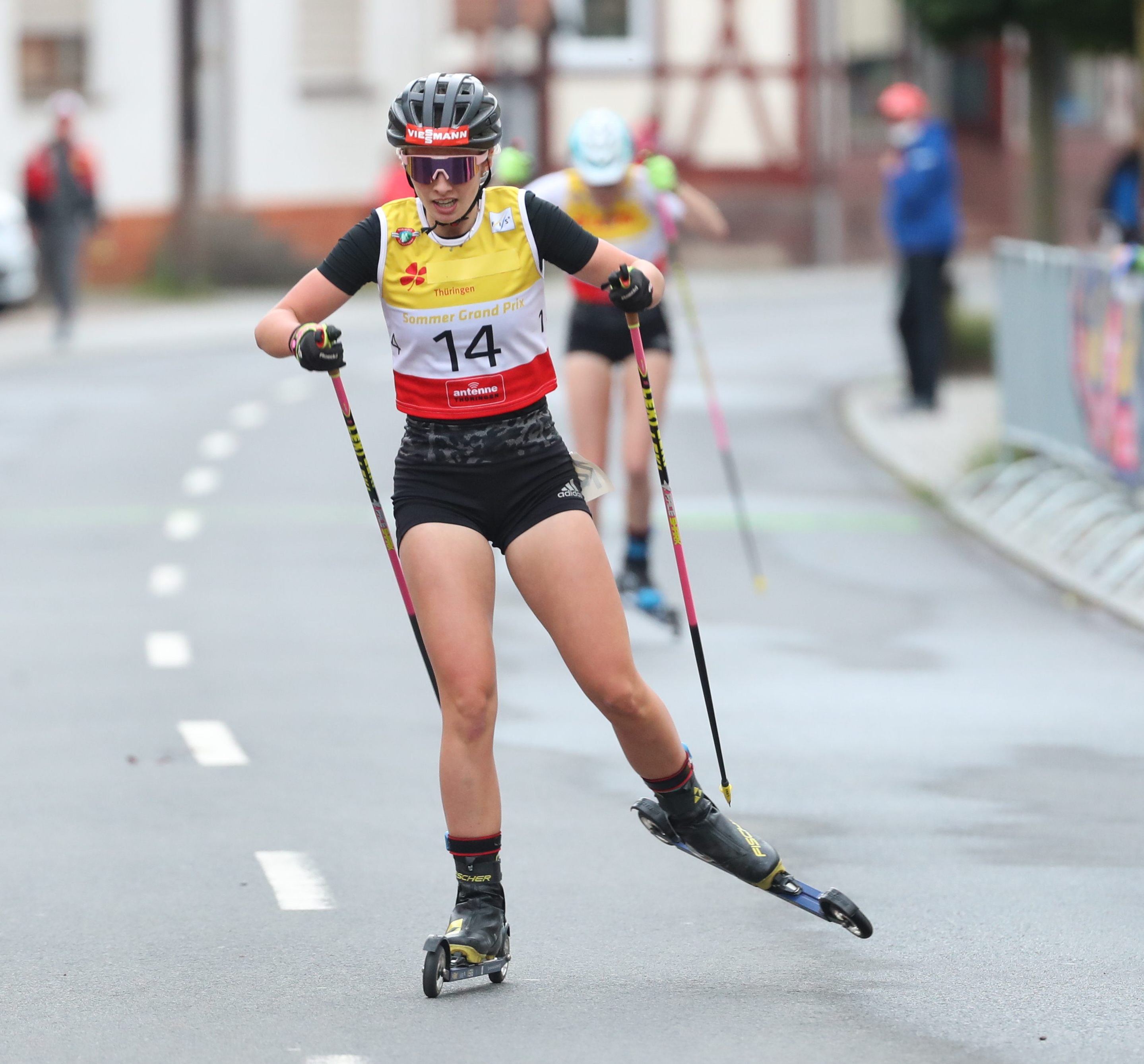
Naehring beim Sommer Grand Prix 2021 in Oberhof und Steinbach-Hallenberg

Am 28. August 2021 debütierte Naehring in Oberhof im Grand Prix, der höchsten Wettkampfserie im Sommer. Mit der viertbesten Laufzeit lief Naehring auf den zwölften Platz. Wenige Tage später verpasste sie in Oberwiesenthal als Vierte um nur sieben Sekunden ihre erste Podestplatzierung im Grand Prix. Nach weiteren Punktgewinnen in Villach schloss sie den Grand Prix auf dem neunten Rang der Gesamtwertung sowie als Siegerin der „Best Skier Trophy“ ab. Bei den deutschen Meisterschaften Ende Oktober in Oberhof und Zella-Mehlis gewann Naehring hinter Jenny Nowak und Cindy Haasch die Bronzemedaille im Gundersen Einzel. Am 12. Februar 2022 lief sie gemeinsam mit Marie Gerboth beim Teamsprint im Rahmen des Continental Cups in Lillehammer auf den dritten Rang.

## Statistik

### Grand-Prix-Platzierungen
| Saison | Platz | Punkte |
| ------ | ----- | ------ |
| 2021   | 09.   | 164    |

### Continental-Cup-Platzierungen
| Saison  | Platz | Punkte |
| ------- | ----- | ------ |
| 2021/22 | 22.   | 036    |
| 2023/24 | 03.   | 333    |
| 2024/25 | 02.   | 414    |

### Platzierungen bei Deutschen Meisterschaften
| Jahr und Ort              | Wettbewerb | Wettbewerb |
| Jahr und Ort              | Einzel     | Teamsprint |
| ------------------------- | ---------- | ---------- |
| 2021 Oberhof/Zella-Mehlis | 03.        | —          |
| 2023 Klingenthal          | 10.        | 04.        |
| 2024 Oberhof/Zella-Mehlis | 08.        | 08.        |

## Privates
Naehring besuchte das Geschwister-Scholl-Gymnasium in Winterberg, das zu den 43 „Eliteschulen des Sports“ in Deutschland zählt.

## Auszeichnungen
- 2018: Eliteschülerin des Sports[5]